# Lampropeltis polyzona
Lampropeltis polyzona (лат.) — змея из рода королевских змей (Lampropeltis) семейства ужеобразных (Colubridae).
Распространена в Мексике.
Достигает размера до 1 метра. Окраска представляет собой яркий пример мимикрии, так как очень похожа на окраску ядовитых коралловых аспидов.
Ведёт сумеречный образ жизни. Питается мелкими ящерицами, различными земноводными и крупными насекомыми.
В синонимику данного вида входят следующие таксоны, ранее считавшиеся подвидами Lampropeltis triangulum: L. t. arcifera, L. t. conanti, L. t. campbelli, L. t. nelsoni, L. t. smithi и L. t. sinaloae.